# Mieszko Pawlak
Mieszko Paweł Pawlak (ur. 4 kwietnia 1985 w Warszawie) – polski urzędnik państwowy, w latach 2023–2025 podsekretarz stanu w Kancelarii Prezydenta RP, w 2025 sekretarz stanu – zastępca szefa BBN.

## Życiorys
Studiował filozofię i politologię na Uniwersytecie Jagiellońskim, od 2011 do 2014 był nauczycielem akademickim na Uniwersytecie Papieskim Jana Pawła II w Krakowie. W latach 2013–2015 wiceprezes think tanku Fundacja Dyplomacja i Polityka, kierowanego przez Marcina Przydacza.
Od 2015 związany z Kancelarią Prezydenta Rzeczypospolitej Polskiej, początkowo w ramach Biura Spraw Zagranicznych. Następnie był dyrektorem Biura Gabinetu Prezydenta (2017–2021) i dyrektorem oraz doradcą szefa w Biurze Bezpieczeństwa Narodowego (2021–2023). 31 października 2023 został powołany na stanowiska podsekretarza stanu w Kancelarii Prezydenta RP i szefa Biura Polityki Międzynarodowej. W lutym 2025 objął stanowisko sekretarza stanu – zastępcy szefa BBN ds. Międzynarodowej Polityki Bezpieczeństwa. 5 sierpnia tego samego roku zakończył pełnienie tych funkcji.
Syn Krzysztofa i Janiny.

## Odznaczenia
- Krzyż Komandorski I klasy Orderu Lwa Finlandii (Finlandia, 2023)[6]
- Wielki Oficer Krzyża Uznania (Łotwa, 2025)[7]
- Order Krzyża Ziemi Maryjnej II klasy (Estonia, 2025)[8]